# Кнорр, Людвиг
Людвиг Кнорр (нем. Ludwig Knorr, 2 декабря 1859 — 4 июня 1921 года) — немецкий химик-органик. Президент Немецкого химического общества (1915—1916).

## Биография
Учился (с 1878 г.) в Мюнхенском, Гейдельбергском, Эрлангенском, Вюрцбургском университетах.
Работал в Эрлангенском (1885 г.), затем в Вюрцбургском университетах.
C 1889 года занимал должность профессора Йенского университета.
Похоронен на Старом южном кладбище Мюнхена.

## Вклад в науку
Основные научные работы посвящены изучению кето-енольной таутомерии и синтезам на основе ацетоуксусного эфира. В 1911 году выделил обе десмотропные формы этого соединения.
В 1883 году открыл и исследовал пиразолы, предложил метод их получения циклоконденсацией β-дикарбонильных соединений с гидразинами.
В 1883 году осуществил синтез антипирина.
В 1884 году разработал метод получения пирролов конденсацией α-аминокетонов с кетонами, содержащими активированную метиленовую группу (синтез Пааля—Кнорра).
В 1889 году синтезировал морфолин.
С 1889 года изучал строение алкалоидов — кодеина, морфина, тебаина.
Незадолго до смерти синтезировал метамизол натрия (анальгин).